# Diplocephaloides
Diplocephaloides é um gênero de aranhas da família Linyphiidae descrito em 1960.